# (5907) Rhigmos
(5907) Rhigmos, désignation internationale (5907) Rhigmus, est un astéroïde troyen jovien.

## Description
(5907) Rhigmos est un astéroïde troyen jovien, camp troyen, c'est-à-dire situé au point de Lagrange L5 du système Soleil-Jupiter. Il présente une orbite caractérisée par un demi-grand axe de 5,149 UA, une excentricité de 0,099 et une inclinaison de 1,9° par rapport à l'écliptique.
Il est nommé en référence au personnage de la mythologie grecque Rhigmos, acteur du conflit légendaire de la guerre de Troie.

## Compléments